# مانسو كواكو
مانسو كواكو (بالفرنسية: Mansou Kouakou)‏ لاعب كرة قدم إيفواري ، يجيد اللعب في مركزي الظهير الأيمن والجناح الأيمن.